# Lucas Meza
Lucas Maximiliano Meza (sinh ngày 10 tháng 3 năm 1992) là một cầu thủ bóng đá người Argentina thi đấu ở vị trí Hậu vệ cho Correcaminos UAT.